# سیارک ۸۸۸۲
سیارک ۸۸۸۲ (به انگلیسی: 8882 Sakaetamura، نامگذاری:1994AP2) هشت هزار و هشتصد و هشتاد و دومین سیارک کشف شده‌است که در ۱۰ ژانویه ۱۹۹۴ کشف شد.
قدر مطلق سیارک برابر ۱۲٫۸۰ است.